# Mniopetalum flabelliforme
Mniopetalum flabelliforme är en svampart som beskrevs av M. Zang 1986. Mniopetalum flabelliforme ingår i släktet Mniopetalum och familjen Tricholomataceae.   Inga underarter finns listade i Catalogue of Life.